# Dr. de Gruyter voordrachtwedstrijd
Dr. De Gruyter voordrachtwedstrijd is een jaarlijkse Belgische welsprekendheidswedstrijd voor de jeugd vanaf 8 tot en met 17 jaar.

## Geschiedenis
De Dr. de Gruyter voordrachtwedstrijd ontleent haar naam aan Jan Oscar De Gruyter en ontstond na de uitgebreide herdenkingsplechtigheid in Gent, op 24 en 25 april 1949. Jaarlijks hield men eerst verschillende provinciale voorselecties, waarna een landelijke finale volgde in Gent met als inzet het Dr. de Gruyterjuweel.

## Mechelse editie
De Mechelse editie ging lange tijd door als de "Schiftingswedstrijd om het Dr. De Gruyter-juweel en wedstrijd in voordrachtkunst om het Stadsjuweel en de Erepenningen van de stad".
De organisatie van deze Mechelse editie gebeurt door het comité Dr. de Gruyter. Dit comité werd opgericht in de schoot van het Koninklijk Mechels Toneelverbond op 1 april 1955 en bestond toen uit Piet Ardies, Jan Cluytens, K. Casteels, Cl. Gilles en Georges Van Aerde. 
In 2019 organiseerde het Mechelse Dr. de Gruyter comité de 65e Dr. de Gruyter voordrachtwedstrijd. Omwille van SARS-CoV-2 werd de 66ste Voordrachtwedstrijd in 2020 afgelast.

### Jurering
Deelnemers dienen twee teksten uit het hoofd voor te dragen: het ene poëzie, het andere proza. Bij de beoordeling staan 30 van de 100 punten op uitspraak. Andere elementen zijn: intonatie, mimiek en houding en globale indruk. Per leeftijdscategorie en over de leeftijdscategorieën heen krijgen de winnaars een Erepenning van de Stad Mechelen.

### Stadsjuweel
De laureaat die over alle leeftijdscategorieën heen de hoogste punten behaalt, wint het Stadsjuweel voor Voordrachtskunst van de stad Mechelen. De laureaat die het Stadsjuweel driemaal verovert, mag dit kunstwerk definitief behouden.

#### Winnaars Stadsjuweel
Verschillende bekende Vlamingen wonnen dit Stadsjuweel. (In vet staan de personen die hun derde overwinning behaalden.)
| Jaar | Winnaar Stadsjuweel    |
| ---- | ---------------------- |
| 1954 | niet bekend            |
| 1955 | niet bekend            |
| 1956 | Luc Famaey             |
| 1957 | Luc Famaey             |
| 1958 | Luc Famaey             |
| 1959 | Myriam De Fre          |
| 1960 | Lea Muldermans         |
| 1961 | Johan Cluytens         |
| 1962 | Achille Schepens       |
| 1963 | Fernand Verreth        |
| 1964 | Gerda Publie           |
| 1965 | Gerda Publie           |
| 1966 | Anne Smits             |
| 1967 | Christiane Verdoodt    |
| 1968 | Veerle De Wit          |
| 1969 | Hilde Van Hoeck        |
| 1970 | Els Van Hoogenbempt    |
| 1971 | Martine Deboosere      |
| 1972 | Martine Deboosere      |
| 1973 | Marcel Vertraelen      |
| 1974 | Frank Deboosere        |
| 1975 | Jan Van Langendonck    |
| 1976 | Pascale Deboosere      |
| 1977 | Kristel Raymenants     |
| 1978 | Koen De Vos            |
| 1979 | Pascale Deboosere      |
| 1980 | Pascale Deboosere      |
| 1981 | Kristel Raymenants     |
| 1982 | Sabine Deboosere       |
| 1983 | Sabine Deboosere       |
| 1984 | Yves Pauwels           |
| 1985 | Martine De Raedemaeker |
| 1986 | Eva Van Der Auwera     |
| 1987 | Kathleen Van Steen     |
| 1988 | Eva Van Der Auwera     |
| 1989 | Eva Van Der Auwera     |
| 1990 | Vanessa Vanhove        |
| 1991 | Katrien Winkelmans     |
| 1992 | Nick Kaldunski         |
| 1993 | Tom De Haes            |
| 1994 | Sylvie Opsommer        |
| 1995 | Tom De Haes            |
| 1996 | Nick Kaldunski         |
| 1997 | Nick Kaldunski         |
| 1998 | Thomas Vanderveken     |
| 1999 | Lies De Backer         |
| 2000 | Lies De Backer         |
| 2001 | Jelle Cleymans         |
| 2002 | Jelle Cleymans         |
| 2003 | Isabeau Sas            |
| 2004 | Clara Cleymans         |
| 2005 | Louis Sas              |
| 2006 | Clara Cleymans         |
| 2007 | Dorien Dierckx         |
| 2008 | Emma Verlinden         |
| 2009 | Emma Verlinden         |
| 2010 | Sander Van Den Broeck  |
| 2011 | Sander Van Den Broeck  |
| 2012 | Emma Verlinden         |
| 2013 | Anke Somers            |
| 2014 | Olivier Martens        |
| 2015 | Michiel Scheurwegs     |
| 2016 | Ryan Joostens          |
| 2017 | Sarah Van Daele        |
| 2018 | Tessa Reunbrouck       |
| 2019 | Sam Michiels           |
| 2020 | (afgelast)             |
| 2021 | Ella Rombouts          |
| 2022 | Sam Michiels           |
| 2023 | Van Hooreweghe Marre   |
| 2024 | Jerom Michiels         |